# Kreuzkapelle (Olpe)

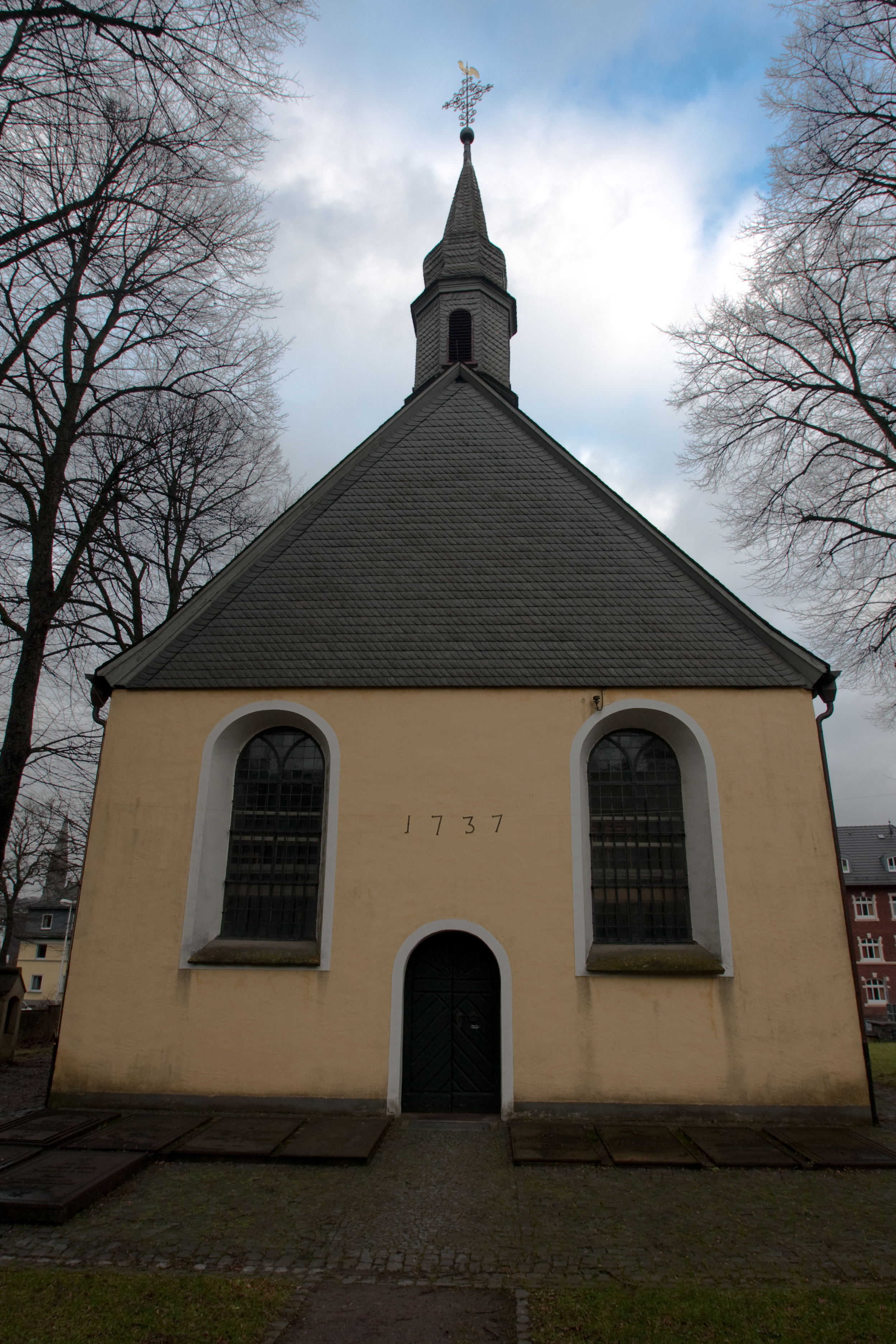
Katholische Kreuzkapelle in Olpe

Die katholische Kreuzkapelle ist ein denkmalgeschütztes Kirchengebäude in Olpe im Kreis Olpe (Nordrhein-Westfalen). Das Gebäude steht Am Bratzkopf.
Es wurde am 20. Juli 1988 in die Denkmalliste der Stadt Olpe eingetragen.

## Geschichte und Architektur
Eine Vorgängerkapelle in spätgotischer Bauweise wurde 1503 erstmals urkundlich erwähnt. Ihr angeschlossen war eine Klause und später das städtische Armenhaus Heilig Kreuz. Die Grünanlage, auf der die Kapelle steht, ist mit einer Mauer aus Natursteinen umfriedet, der Kreuzweg von etwa 1910 ist auf Metallplatten gemalt. Alter Baumbestand und Sitzbänke ergänzen die Anlage. Der heutige barocke Saalbau wurde gemäß einer Bezeichnung 1737 errichtet, er steht inmitten eines ehemaligen Friedhofes. Der dreiseitig geschlossene, verputzte Bau mit Rundbogenöffnungen ist durch flache Pilaster gegliedert. Das Holztonnengewölbe ruht über einem Profilgesims. Die Tonne ist mit oktogonalen Gemälden des Kirchenmalers Friedrich Adolf Ruegenberg verziert, die Bilder zeigen die Passion. Der Bau ist mit einem Dachreiter bekrönt, in dem zwei kleine Bronzeglocken hängen, sie werden über eine elektrische Läutautomatik bedient.

## Ausstattung
Die Rokokoausstattung ist überwiegend einheitlich erhalten.
- Die drei Altäre wurden 1753 zusammen mit der Kapelle geweiht. Der Hauptaltar ist wahrscheinlich eine Arbeit von Johann Theodor Düringer. Stifter war Johann Peter Nölle, ein Dompfarrer zu Speyer. Das hölzerne Retabel ist zweigeschossig und zeigt Holzfiguren. Im Auszug ist unter einem Baldachinaufsatz die Kreuzigungsszene dargestellt, dieser Altartyp ist für Westfalen ungewöhnlich.[7][8] Die Seitenaltäre, Arbeiten von Johann Nikolaus Düringer, sind mit Säulenretabeln ausgestattet. In der mittleren Nische des nördlichen Seitenaltars steht eine beinahe lebensgroße geschnitzte Pietà aus der Zeit um 1480. Die Fassung ist den Farben des Altares angepasst.[9] Der Agathaaltar wurde 1749 fertiggestellt.[10]
- Auf der Westempore steht ein kleiner Orgelprospekt mit der Inschrift 1756.
- Unter den Barockfiguren befindet sich eine geschnitzte Figur des Christus als Arzt aus dem 17. Jahrhundert.
- Erwähnenswert ist die Figur des St. Martinus.